# Ernst Wittmaack

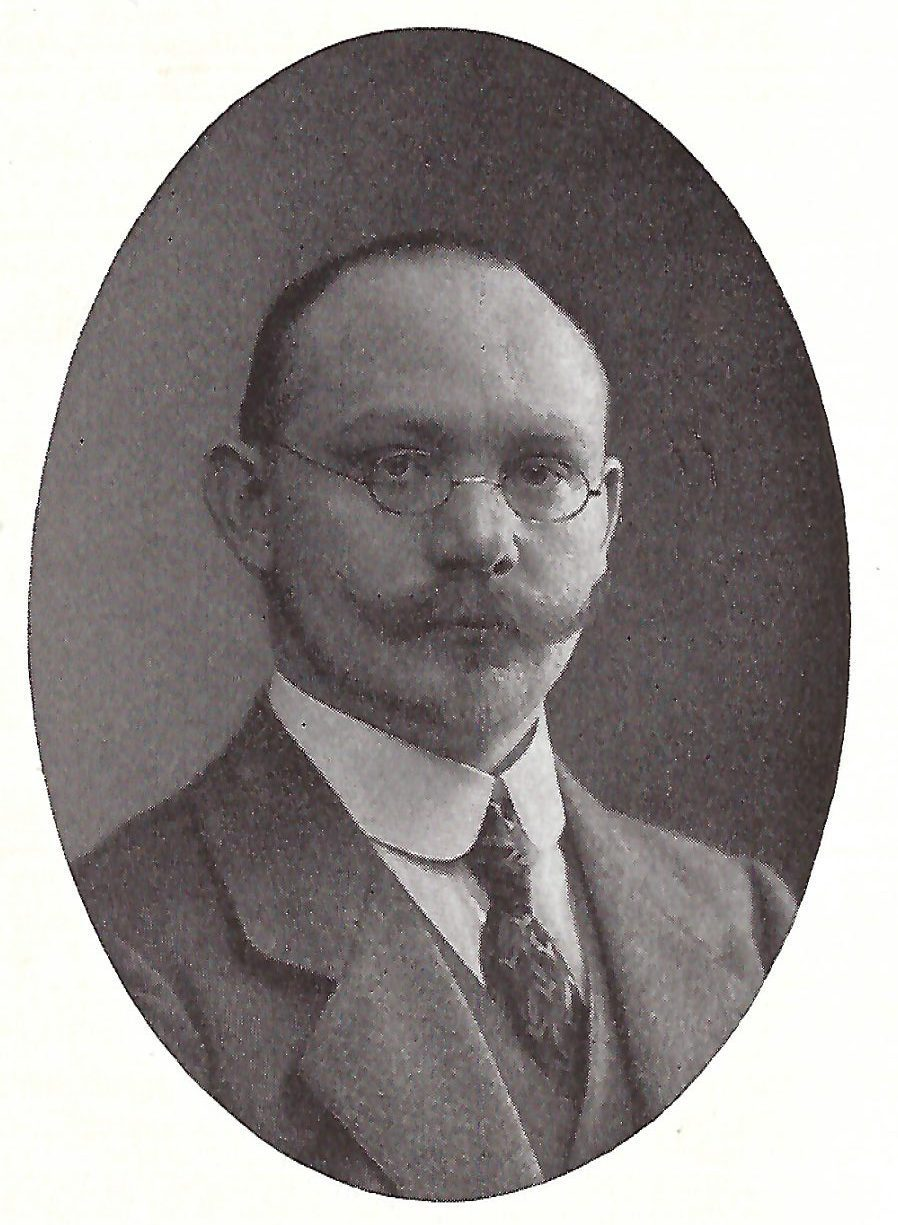
Ernst Wittmaack

Ernst Wittmaack (* 28. August 1878 in Heiligenstedten; † 20. September 1942 in Berlin) war ein deutscher Politiker (SPD).

## Leben
Wittmaack besuchte von 1884 bis 1893 die Volksschule und absolvierte im Anschluss eine Lehre als Friseur, die er 1896 mit der Gehilfenprüfung abschloss. Danach arbeitete er bis 1904 als Friseurgehilfe. Zwischen 1900 und 1905 war er ehrenamtlich im Hauptvorstand des Verbandes der Barbiere beziehungsweise des Friseurgehilfenverbandes tätig. Seit 1904 arbeitete Wittmaack als Redakteur sozialdemokratischer Zeitungen, zunächst vertretungsweise für die Volkszeitung in Rostock und von 1905 bis 1920 für die Volksstimme in Magdeburg. Er trat in die SPD ein und war zeitweise Mitglied im SPD-Bezirksvorstand Magdeburg. Außerdem war er von 1910 bis 1920 Stadtverordneter in Magdeburg und dort Vorsitzender der SPD-Fraktion.
Während der Novemberrevolution war Wittmaack Vorsitzender des Exekutivausschusses des Arbeiter- und Soldatenrates von Magdeburg. Zwischen Mai 1918 und 1933 war er Vorsitzender der SPD in Magdeburg. Von 1919 bis 1921 gehörte er der Verfassunggebenden Preußischen Landesversammlung an und anschließend bis 1933 dem Preußischen Landtag. Vom 27. November 1931 bis zum 23. Mai 1932 amtierte er als Präsident des Parlaments. Außerdem war er seit 1920 Mitglied und Vizepräsident des Provinziallandtags für die Provinz Sachsen. Im März 1920 war Wittmaack nach dem Ende des Kapp-Putsches Regierungskommissar für den Regierungsbezirk Magdeburg. Von September 1920 bis 1933 war er besoldeter Stadtrat von Magdeburg. Darüber hinaus war er seit 1928 Vorsitzender des Hafenverbandes für die Elbe und die östlichen Wasserstraßen sowie Mitglied des Reichswasserstraßenbeirates.
Mit dem Beginn der nationalsozialistischen Herrschaft verlor Wittmaack alle Ämter. Er zog nach Berlin und arbeitete dort zunächst als Vertreter, später als Sachbearbeiter bei der Wirtschaftsgruppe Elektroindustrie. Das Begräbnis Wittmaacks war zugleich eine stumme Protestdemonstration, zu der sich zahlreiche Sozialdemokraten versammelten.

## Werke
- Festschrift zum fünfzigjährigen Bestehen des Konsumvereins für Magdeburg und Umgegend e.G.m.b.H., Konsumverein für Magdeburg und Umgegend, Magdeburg 1914